# Phan Thị Kim Phúc
Phan Thị Kim Phúc (Trảng Bàng, Vietnam del Sur, 6 de abril de 1963) es una activista vietnamita-canadiense conocida en el mundo por ser la niña de la guerra de Vietnam, quien aparece en una famosa fotografía tomada por Nick Ut que dio la vuelta al planeta y fue galardonada con el premio Pulitzer.

## Biografía

### Ataque, fotografía y rescate
El 8 de junio de 1972, durante la guerra de Vietnam, aviones de Vietnam del Sur lanzaron napalm sobre Trảng Bàng, que había sido atacada y ocupada por fuerzas de Vietnam del Norte.
Refugiada en una pagoda se encontraba Kim, de nueve años, con su familia. Tuvieron que huir de allí, por lo cual corrieron a la carretera, donde vio como un avión se dirigía hacia ella y de repente el fuego quemó toda su vestimenta. Salió corriendo mientras su piel se descascaraba por efecto del napalm, que había quemado dos terceras partes de su cuerpo. Murieron dos de sus primos, uno de 9 meses y otro de 3 años. Su madre y hermanos sobrevivieron.
Fue mientras corría por la carretera que el fotógrafo vietnamita Nick Ut captó la icónica imagen sin que ella se diera cuenta. Luego la llevó al hospital de la zona, pero no querían recibirla por no saber cómo tratarla. Nick se identificó como fotógrafo de Associated Press y amenazó con decir a los periódicos al día siguiente que la niña no había recibido atención. Los médicos cubrieron entonces sus heridas y al día siguiente la trasladaron al Hospital de Niños de Saigón, mientras su familia desconocía su paradero, pues la habían perdido en la carretera. Pero en el Hospital de Niños tampoco supieron como tratarla y la trasladaron a la morgue a que esperara su muerte. Décadas después, un médico especialista en napalm le explicó que las vendas y la falta de tratamiento le salvaron la vida pues el napalm reacciona al contacto con el oxígeno y vuelve a combustionar, en cambio, estuvo tres días tirada en la morgue, con el químico apagándose. Finalmente, su hermano la encontró y la llevaron entonces a otro hospital, donde estuvo internada más de un año, durante los cuales sería sometida a numerosas operaciones de injertos de piel y años de terapia.
Kim ha descrito su experiencia: "el napalm es el dolor más terrible que se pueda imaginar... el agua hierve a 100 grados Celsius, el napalm genera temperaturas de 800 a 1.200 grados Celsius".
La influencia de la foto tomada por Nick fue tal, que algunos historiadores han considerado que la imagen ayudó a frenar la guerra en Vietnam.
La mujer ha sido entrevistada en numerosas ocasiones, por periodistas, presidentes, primeros ministros, personas de la realeza, actores, etc. Ella comenta que "tan solo quería escapar de esa foto... quería olvidar que eso había pasado, pero ellos querían que todos lo recordaran".

### Recuperación
Un día se fue a Cuba con la idea de seguir medicina, pero por diversos problemas de salud tuvo que abandonar la idea y comenzó a estudiar inglés y español en la Universidad de La Habana. Allí conoció a Toan Bui Huy, con quien quiso casarse pero la familia de ella no lo aceptaba por ser de Vietnam del norte. Pese a esto, decidieron casarse en el país caribeño en 1992 y tener la luna de miel en Moscú. Al regreso, el avión hizo escala en Ontario, Canadá. Allí Kim convenció a Toan de quedarse, para así dejar de ser controlados por el gobierno. Con pocos requisitos, lograron asilo en Canadá. Prefirieron no hacer saber que ella era "la niña de la foto". Cuánto más famosa se hacía la foto, más complicado se le hacía tener vida privada, entonces la odiaba, de manera que vivió en forma anónima en Toronto hasta que un reportero publicó una foto de ellos en el periódico local y volvió a ser famosa.
Siendo ya madre, un día, mirando la foto, se conmovió pensando que no quería que nada parecido le pasara a otro niño, y decidió dedicarse a luchar por la paz.

### Conversión evangélica
Kim había sido criada en la religión politeísta Cao Đài y trató de practicarla buscando paz interior, sin éxito. A los 19 años, pasaba mucho tiempo leyendo libros religiosos de la biblioteca hasta que Kim encontró una Biblia, la cual "no pudo dejar de leer".
En 1982 se convirtió al evangelicalismo, creyendo en Jesucristo y en el evangelio cristiano. Comenzó a orar con frecuencia y asegura haber recibido una visión que Dios le dio sobre la oración. Cuenta que oró por sus enemigos y recibió el poder de perdonar a los demás incluyendo a los implicados en el lanzamiento de la bomba; afirma que obtuvo dones espirituales y dice que recibió la paz, por medio de una relación personal con Dios. Decidió perdonar y amar a sus enemigos y rezar por todas las personas que le hicieron mal. “Vivo sin odio en mi corazón, por eso siempre estoy riendo y sonriendo. Mi corazón está sano.”

### Actualidad
En 1996 fue invitada a una ceremonia del Día de los Veteranos en Estados Unidos, en dónde manifestó su perdón a los soldados de la guerra.
En 1997, creó la Fundación Kim Phuc dedicada a ayudar a niños víctimas de las guerras, y trata de difundir un mensaje basado en la reconciliación y el perdón. Fue además nombrada embajadora de la Buena Voluntad de la UNESCO. También es Miembro de Honor de los Rotary Clubs de Kingston y St. Albert, miembro del consejo asesor de la Wheelchair Foundation, Miembro de Honor de la Comisión Nacional Canadiense para la UNESCO, y miembro de los consejos asesores de la Free Children’s Foundation (también en Canadá) y del World Children’s Center (en Atlanta, EE UU). En 2004 se le concedió la Orden de Ontario, y posee asimismo la medalla Queen’s Golden Jubilee.
Mantiene contacto con su amigo fotógrafo, Nick Ut, y actualmente reside en Ontario. Tiene dos hijos, Thomas y Steven, y 5 nietos.